# تاماش آیان
تاماش آیان (مجاری: Tamás Aján، زاده ۱۲ ژانویه ۱۹۳۹ در گرله) رئیس فدراسیون جهانی وزنه‌برداری و عضو کمیته بین‌المللی المپیک بود.
دکتر آیان دانش‌آموختهٔ دانشگاه تربیت بدنی سمل‌ویس بوداپست است و در سال ۱۹۶۴ میلادی از این دانشگاه مدرک پی‌اچ‌دی دریافت کرده‌است. او مشاغل مختلفی در اداره ورزش و وزارت ورزش و تربیت بدنی و همچنین پست‌های دانشگاهی داشته‌است.
او از سال ۱۹۸۹ میلادی مسئول کمیته المپیک مجارستان بوده‌است. از سال ۱۹۷۵ تا ۲۰۰۰ میلادی مسئول فدراسیون جهانی وزنه‌برداری بوده‌است و از سال ۲۰۰۰ میلادی به بعد رئیس این فدراسیون بوده‌است. در سال ۲۰۰۰ میلادی به عنوان رئیس کمیته بین‌المللی المپیک (اختصاری IOC) انتخاب شده‌است. همچنین او عضو مشاور سازمان جهانی مبارزه با دوپینگ است.
او همچنین معاون رئیس اتحادیهٔ عمومی فدراسیون‌های ورزشی بین‌المللی (اختصاری GAISF) است.
در ۲۸ فوریه ۲۰۱۰ در ونکوور، بریتیش کلمبیا، کانادا به وی نشان المپیک دادند، مدالی که فقط به افراد خاصی که در جنبش المپیک سهم بسزایی داشته‌اند، اهدا می‌شود.
تاماش آیان به خاطر مخفی کردن نمونه‌های ۴۰ دوپینگ مثبت و ۱۰ میلیون مفقودی محکوم شد. مداخله آیان در مبارزه با دوپینگ خلاف قانون بوده که این موضوع در گزارش مک‌لارن به صورت برجسته مطرح شده‌است. در این خصوص ۲۱ ورزشکار ترکیه از تعلیق فرار کرده و ۴۱ نمونه نیز مخفی شده‌است. وی طبق اعلام دادگاه CAS، به دلیل نقض قوانین ضد دوپینگ مربوط به چندین ورزشکار وزنه‌برداری در طی سالیان متمادی، دستکاری در روند کنترل دوپینگ و مخفی کردن تست‌های مثبت وزنه برداران به‌طور مادام‌العمر از فعالیت‌های ورزشی محروم شد.